# Afera Špigel
Afera Špigel je naziv za veliku političku aferu u Zapadnoj Nemačkoj iz 1962. godine, u kojoj su novinari nedeljnika Der Špigel bili izloženi krivičnom gonjenju zbog navodno počinjene državne izdaje, pošto su objavili kritički članak u svojim novinama vezan za borbenu gotovost nemačke nacionalne odbrane — a u kontekstu vojnih odnosa u hladnom ratu. Ovo je bio prvi događaj u nemačkoj posleratnoj istoriji, u kojem je zapadnonemačka javnost spontano i angažovano zauzela političku poziciju, jer je u aferi videla pokušaj ućutkivanja jednih vladi oprečnih novina. Afera je rezultovala povlačenjem saveznog ministra odbrane Franca Jozefa Štrausa iz Adenauerovog kabineta i otpuštanjem dva državna sekretara. Danas se smatra da je epilog afere snažno uticao na jačanje slobode medija u Nemačkoj.
Godine 2012. je obelodanjeno da je državna obaveštajna služba Nemačke —Federalna informaciona služba (skr. BND), godinama špijunirala i pokušavala da manipuliše redakciju nedeljnika. Špigelovim novinarima je čak i pedeset godina nakon „afere“ uskraćen uvid u dosijee i arhivsku građu iz tog vremena.

## Literatura
- David Schoenbaum. Die Affäre um den Spiegel – Ein Abgrund von Landesverrat. (на језику: немачки). ISBN 978-3-932529-53-5.
- Joachim Schöps (eds.): Die Spiegel-Affäre des Franz Josef Strauß. (на језику: немачки). 1983. ISBN 978-3-499-33040-7. Rowohlt, Reinbek. .
- (језик: немачки) Alfred Grosser, Jürgen Seifert (eds.): Die Spiegel-Affäre. Band 1: Die Staatsmacht und ihre Kontrolle, Walter-Verlag, 1966,
- (језик: немачки) Thomas Ellwein, Manfred Liebel, Inge Negt (eds.): Die Spiegel-Affäre. Band 2: Die Reaktion der Öffentlichkeit, Walter-Verlag, 1966,
- Martin Doerry (eds.), Hauke Janssen (eds.): Die Spiegel-Affäre: Ein Skandal und seine Folgen. (на језику: немачки). 2013. ISBN 978-3-421-04604-8. DVA. .
- (језик: немачки) Spiegel 38/2012 Titelgeschichte: Ein Abgrund von Lüge, pp. 64–85

## Dokumentacija
- (језик: немачки) Grit Fischer, Maik Gizinski: Wegelagerer und Wichtigtuer: Wie die „Spiegel-Affäre“ die Republik veränderte. NDR, 2012 (Online-Video, 44 Minuten)
- (језик: немачки) Stefan Aust und Frank Gensthaler: Bedingt abwehrbereit. Die Geschichte hinter der "Spiegel"-Affäre. Dokumentation. Deutschland 2014. 43:44 Min. Pristupljeno 29. septembar 2014.

## Spoljašnje veze
- (језик: немачки) [http://www.spiegelaffäre.de
- (језик: немачки) Theo Sommer: „Bald wird etwas passieren!“ Архивирано на веб-сајту  (24. новембар 2007) und „Augstein raus und Strauß hinein!“ Ein als persönliche Chronik in zwei Folgen bezeichneter Rückblick auf die Spiegel-Affäre anlässlich des 40. Jahrestages in Zeit 43/2002 und 44/2002
- (језик: немачки) Dieter Wild: 50 Jahre Spiegel-Affäre: Der Tag, an dem die Republik erwachte. Süddeutsche Zeitung od 22. septembra 2012, V2, pp. 4-5)
- (језик: немачки) Ein abgekartetes Spiel von Landesverrat? Die Spiegel-Affäre in Originaltönen (MP3; 53,1 MB) emisija Bavarskog javniog servisa od 2. oktobra 2012.